# 卡諾瓦諾斯

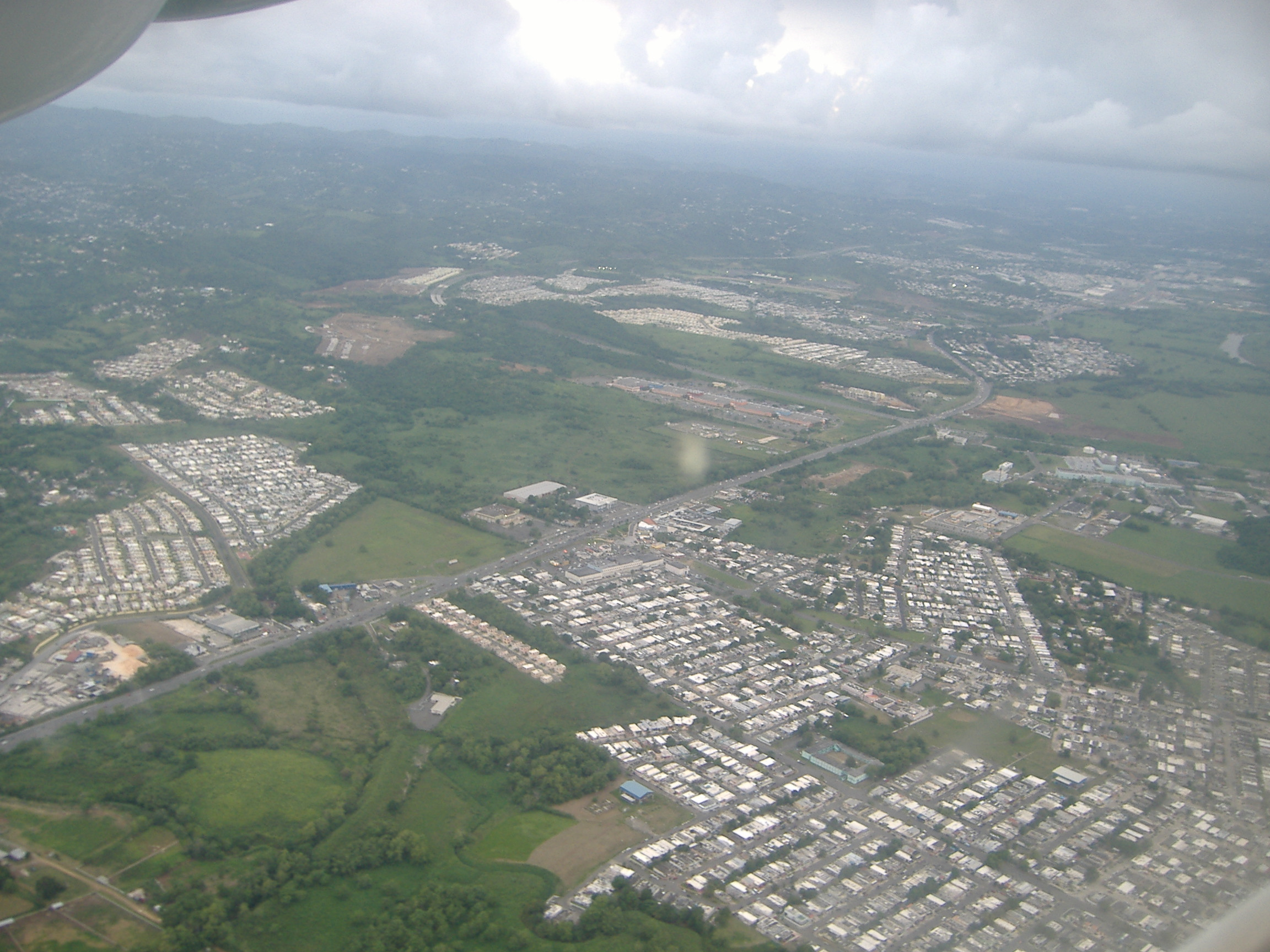

卡諾瓦諾斯（西班牙語：Canóvanas）是波多黎各的城鎮，位於該島東北部，始建於1909年，面積73平方公里，主要經濟活動有農業、商業和工業，2010年人口47,648，人口密度每平方公里650人。

## 外部連結
- Spanish language site about Canóvanas